# 진량읍
진량읍(珍良邑, Jillyang-eup)은 경상북도 경산시의 읍이다.

## 역사
- 1895년 6월 23일(조선 고종 32년 음력 윤5월 1일) 대구부 하양군 중림면, 낙산면, 자인군 중북면, 하북면[1]
- 1896년(건양 원년) 8월 4일 경상북도 하양군 중림면, 낙산면, 자인군 중북면, 하북면[2]
- 1914년 4월 1일 경상북도 경산군 진량면[3]

| 조선총독부령 제111호                                                                             |                                                                               |
| 구 행정구역                                                                                      | 신 행정구역                                                                   |
| 하양군 중림면 내리동, 장천동/다문동, 부상동/부하동, 외상동/외하동, 아상동/아하동, 양기동, 평사동 | 진량면 내리동, 문천동, 부기동, 상림동, 아사동, 양기동, 평사동(坪沙洞)         |
| 하양군 낙산면 보인동, 회동/봉동, 북동, 두인동/동자동/선항동/화전동, 내상동/내하동/신기동         | 진량면 보인동, 봉회동, 북동, 선화동, 신상동                                   |
| 자인군 중북면 가야동, 당곡동, 죽원동, 속초동, 신제동, 안촌동, 평사동, 황제동                     | 진량면 가야동, 당곡동, 대원동, 속초동, 신제동, 안촌동, 평사동(平沙洞), 황제동 |
| 자인군 하북면 광석동, 다문동/후동, 마라동/가곡동, 시문동, 현내동/영청동                          | 진량면 광석동, 다문동, 마곡동, 시문동, 현내동                                 |
- 1995년 1월 1일 경상북도 경산시 진량면[4]
- 1997년 11월 1일 경상북도 경산시 진량읍[5]

## 행정 구역
| 법정리 | 한자명 | 행정리                                                        | 비고                   |
| ------ | ------ | ------------------------------------------------------------- | ---------------------- |
| 신상리 | 新上里 | 신상1리, 신상2리, 신상3리, 신상4리, 신상5리, 신상6리, 신상7리 | 읍 행정복지센터 소재지 |
| 선화리 | 仙花里 | 선화1리, 선화2리, 선화3리, 선화4리, 선화5리, 선화6리          |                        |
| 보인리 | 甫仁里 | 보인1리, 보인2리                                              |                        |
| 봉회리 | 鳳會里 | 봉회1리, 봉회2리, 봉회3리                                     |                        |
| 북리   | 北里   | 북1리, 북2리, 북3리, 북4리                                    |                        |
| 부기리 | 富基里 | 부기1리, 부기2리, 부기3리, 부기4리                            |                        |
| 양기리 | 良基里 | 양기1리, 양기2리                                              |                        |
| 상림리 | 上林里 | 상림리                                                        |                        |
| 내리리 | 內里里 | 내리리                                                        |                        |
| 문천리 | 文川里 | 문천1리, 문천2리, 문천3리                                     |                        |
| 평사리 | 坪沙里 | 평사리                                                        |                        |
| 평사리 | 平沙里 | 평사1리, 평사2리                                              |                        |
| 다문리 | 多文里 | 다문1리, 다문2리, 다문3리                                     |                        |
| 아사리 | 阿沙里 | 아사리                                                        |                        |
| 시문리 | 柴門里 | 시문리                                                        |                        |
| 현내리 | 縣內里 | 현내리                                                        |                        |
| 마곡리 | 麻谷里 | 마곡리                                                        |                        |
| 광석리 | 廣石里 | 광석리                                                        |                        |
| 신제리 | 新堤里 | 신제리                                                        |                        |
| 대원리 | 大院里 | 대원리                                                        |                        |
| 속초리 | 束草里 | 속초리                                                        |                        |
| 안촌리 | 雁村里 | 안촌리                                                        |                        |
| 황제리 | 凰堤里 | 황제1리, 황제2리                                              |                        |
| 당곡리 | 堂谷里 | 당곡리                                                        |                        |
| 가야리 | 佳野里 | 가야리                                                        |                        |

## 주요 시설
- 진량읍 행정복지센터
- 진량우체국
- 진량공단우체국
- 경산경찰서 진량지구대
- 진량119안전센터
- 예비군읍대
- 예비군1읍대
- 진량농업협동조합
- 다문새마을금고
- 부림새마을금고
- 진량새마을금고
- 기업은행
- iM뱅크
- 신한은행
- 하나은행

## 교육
- 진량고등학교
- 진량중학교 (신상리)
- 신상중학교 (신상리)
- 다문초등학교 (다문리)
- 부림초등학교 (부기리)
- 진량초등학교 (신상리)
- 진성초등학교 (황제리)
- 경산봉황초등학교 (봉회리)

## 아파트
| 단지명                        | 건설사       | 시행사       | 주소                             | 입주        | 비고     |
| ----------------------------- | ------------ | ------------ | -------------------------------- | ----------- | -------- |
| 초원 장미타운                 | ㈜초원주택   | ㈜초원주택   | 진량읍 초원길 53-4 (양기리)      | 1996년 7월  |          |
| 삼주봉황타운 1차              | ㈜삼주건설   | ㈜삼주건설   | 진량읍 봉황길 31 (봉회리)        | 1996년 12월 |          |
| 삼주봉황타운 4차              | ㈜삼주개발   | ㈜삼주개발   | 진량읍 봉황길 72 (북리)          | 1998년 6월  |          |
| 경산선화 청구타운             | ㈜청구       | ㈜청구       | 진량읍 영청길 22 (선화리)        | 1997년 12월 |          |
| 이안 경산진량                 | 대우산업개발 |              |                                  |             |          |
| 보국웰리치 경산               | 보국건설㈜   | 보국건설㈜   | 진량읍 해든길 11 (신상리)        | 2005년 4월  |          |
| 진량 우림필유                 | ㈜우림건설   | ㈜우림건설   | 진량읍 봉황길 53 (북리)          | 2007년 4월  |          |
| 경산 우방힐타운               | ㈜우방       | ㈜우방       | 진량읍 공단로 527 (신상리)       | 1999년 12월 |          |
| 경산진량 호반써밋 더 포레스트 | ㈜호반산업   | ㈜호반산업   | 진량읍 선항6길 30 (선화리)       | 2020년 10월 |          |
| 창신 황제타운                 | ㈜창신       | ㈜창신       | 진량읍 황제1길 86-25 (황제리)    | 1996년 11월 |          |
| 창신 무학타운                 | ㈜창신       | ㈜창신       | 진량읍 금호강변로 820 (부기리)   | 1996년 4월  |          |
| 진량 휴먼시아                 | 흥화㈜       | 대한주택공사 | 진량읍 금호강변로 830-3 (부기리) | 2008년 11월 | 국민임대 |